# Малков, Станислав Павлович
Станислав Павлович Малков (род. 13 августа 1941, Челябинск) — советский хоккеист, защитник. Мастер спорта СССР.

## Биография
Воспитанник челябинского «Авангарда». В чемпионате СССР играл за «Трактор» (1959/60, 1962/63 — 1964/65), «Молот» Пермь (1960/61 — 1961/62). В 1965 году перешёл в «Торпедо» Минск, за которое провёл 11 сезонов (один, 1966/67, — в классе «А»; семь — на уровне первой лиги; три — во второй лиге).
В сезонах 1980/81 — 1981/82 — тренер в «Торпедо». В 1984 году окончил ВШТ. В 1990 году — тренер минской «Юности». 20 лет отработал в Польше. Главный тренер (1990/91 — 1993/94), тренер (2002/03 — 2003/04) в команде «Уния» Освенцим, в сезонах 1994/95 — 1996/97 и 2004/05 — 2005/06 — главный тренер молодёжной команды клуба. Главный тренер молодёжной сборной Польши (1991/92). Главный тренер в клубах «Тыхы» (1998/99), «Полония» Бытом (1999/2000 — 2000/01), КТХ Крыница (2000/01), «Подхале» (2001/02), «Ястшембе» (2006/07 — 2007/08), «Легия» Варшава (2008/09 — 2009/10).
Как тренер — трёхкратный серебряный призёра чемпионата Польши (1990/91, 1992/93, 1993/94), чемпион Польши (1991/92).
Сын Вадим (род. 1964) — хоккеист.